# Everybody Loves Somebody (album)
Everybody Loves Somebody è un album discografico del cantante e attore italoamericano Dean Martin, pubblicato dalla Reprise Records nel 1964.

## Il disco
L'album fu assemblato velocemente mettendo insieme lati B di singoli e materiale scartato in precedenza inciso tra il febbraio 1962 e l'aprile 1964, per capitalizzare il successo della title track, ma nonostante questo raggiunse la seconda posizione in classifica negli Stati Uniti. Il disco fu pubblicato lo stesso giorno di Dream with Dean, altro album di Martin che include un'altra versione di Everybody Loves Somebody, ma non quella del singolo.

## Tracce
1. Everybody Loves Somebody
2. Your Other Love
3. Shutters and Boards
4. Baby-O
5. A Little Voice
6. Things
7. My Heart Cries For You
8. Siesta Fiesta
9. From Lover to Loser
10. Just Close Your Eyes
11. Corrine Corrina
12. Face in a Crowd